# Austrosialis maxmouldsi
Austrosialis maxmouldsi là một loài côn trùng trong họ Sialidae thuộc bộ Megaloptera. Loài này được Theischinger miêu tả năm 1983.